# جماعة وظيفية
الجماعة الوظيفية هي كل فئة بشرية قليلة يوكِل إليها المجتمع وظائف شتى يرى أن أعضاءه لا يقدرون على تحمّلها لأسباب مختلفة، كالوظائف التي تخرم المروءة كالبغاء أو التي يعُدّها المجتمع متميزة كالقتال، أو قد يتطلب تحمّلها حيادية شديدة كالتجارة والربا، فالمجتمع يتجنّب مثل هذه الوظائف حفاظًا على قداسته وتراحمه ومثاليته ويُوكّل بها فئات أجنبية لا يتحرّج من تسخيرهم ولا يعبأ بهم.

## المصطلح
ابتكر عبد الوهاب المسيري مصطلح الجماعة الوظيفية وذكره في كتبه كموسوعة اليهود، وعرّف الجماعة الوظيفية وسماتها وقاس عليها مصطلحاً آخر هو الدولة الوظيفية، ورأى أنّ مصطلح «جماعة وظيفية» هو تسمية جديدة ولكنها مذكورة تلميحًا عند كارل ماركس وماكس فيبر وإبراهيم ليون، ويعتقد المسيري أنّ أوصاف اليهود في بروتوكولات حكماء صهيون إنما يُقصد بها صفات جماعة اليهود الوظيفيين، وترجم المصطلح إلى Functional Group.

## مَنشأ الجماعة الوظيفية
يرى عبد الوهاب المسيري أن المجتمع قد يُضطرُّ إلى اتخاذ جماعة يوظّفها لسدّ احتياجاته التي يعجز أو يستنكف عنها أو تشقّ عليه كالحاجة لمستوطنين جدد لتشغيلهم في مناطق بعيدة أو الحاجة إلى مهارات غير متوفرة ورأس مال، كذلك يوكّلهم بوظائف حرِجة كحرس الملك وحاشيته، ولعلّ الوظيفة تعدّ مخزية وحساسة في الوقت نفسه كالخِصْيان.

## تطورها
تتوارث الجماعات الوظيفية الخبرات في اختصاصهم المهني كلما تطاول العُمُر ويحتكرونها ويكتسبون هويتهم منها بحيث يُعرفون بوظائفهم وحدها، لا بإنسانيتهم المتكاملة، فيُصبح أحدهم إنساناً ذا جانب واحد، لا صلة له بالمجتمع إلا بوظيفته.

### تحديد علاقتها بالمجتمع
بعد أن يستقرّ الفرد الوظيفي في مجتمع، تظهر منه سمات يُختصّ بها ويستعملها:
- 1)التعاقدية
  - تُعدّ العلاقة بين أعضاء الجماعة الوظيفية والمجتمع المضيِّف علاقة نفعية أهدافها واضحة ومشروطة من الطرفين بِوَعْي أو بغير وَعْي، وتبقى العلاقة ما دامت المنفعة بينهما، فالفرد الوظيفي هو مادة نافعة تُعامَل بمقدار نفعها، وتقاس بالربح والخسارة لا بالأخلاق والعاطفة، وذلك هو معنى التعاقدية.

- 2)العزلة
  - العزلة الباطنة: ينأى المجتمع المُضيّف عن الجماعات الوظيفية فَيَعْزل أعضاءها، وحينما يُؤْي المجتمع المضيّف إنسانًا محايداً كأنّه آلة، فإنه يُعامله بطريقة رشيدة ومحوسبة، لا مودة بينهما ولا أخلاق يُجامل بها، بل يعزله المجتمع لحماية نفسه من هذا الإنسان الوظيفي الذي يعتبره قد ضيّع إنسانيته وأصبح مادة محايدة لا وَقارَ لها ولا حرمة، فيجد عضو الجماعة الوظيفية في نفسه غربةً شديدة عن مكانه، ويتعاظم انتماؤه إلى «الوطن الأصلي»، الذي يعتبره بؤرة عواطفه. كما يميلُ ولاؤهُ الحقيقي إلى جماعته الوظيفية، فيصبح التمسك برموز العزلة المفروضة عليهم من السمات التي تميزهم عن الأكثرية.
  - العزلة الظاهرة: تعتزل الجماعة الوظيفية بثيابهم أو مساكنهم أو لغاتهم أو عقائدهم أو أعراقهم حتى يغدو أحدهم غريباً ليس له أنصار ولا قوة، خائفاً من الجماهير، لا يطمع أن يشارك في السُّلطة وذلك يُعجب النخبةَ الحاكمة التي قد استوردته فيترسخ الولاء بينه وبينها فتتخذه أداةً وتضمن بقاءه، وكثيرًا ما يتعلّق الفرد الوظيفي الغريب بأصله القَبَلي أو بوطنه القديم كجبل صهيون فهو يُوالِيهِ ويلقي إليه بالمودة، ولكنه أشدّ ولاءً ومودةً لوظيفته ولجماعته الوظيفية.

## عقيدة الجماعة الوظيفية
كثيرًا ما تكون رؤية أعضاء الجماعات الوظيفية رؤية حلولية كُمُونية واحدية، فالحلولية تجعل من أحدهم عضوا في شعب مختار فيسهل عليه تحمل الألم وعلى الرغم من هذا أو ربما بسببه تُعامِلُ الجماعةُ الوظيفية العالمَ وأعضاء مجتمع الأغلبية كمعاملة المادة النافعة التي يمكن الاستفادة منها، والفرد منهم هو إنسان اقتصادي ذو جانب واحدٍ، وظيفته محددة، ومنفلتٌ من القيم الأخلاقية، يجتهد لمنفعته ولذّته وحده، ويعتقد بالنسبية الأخلاقية والكيل بمكيالين، ومرجعيته النهائية في علاقته بالمجتمع المضيف مرجعية مادية.، ورأى عبد الوهاب المسيري أن أعضاء الجماعة الوظيفية هم عادة من أهل الفكر العلماني والإمبريالي.

## وصلات خارجية
- مصطلحات ومفاهيم في “الفلسفة المادية وتفكيك الإنسان”